# Le Vigeant
Le Vigeant település Franciaországban, Vienne megyében. Lakosainak száma 656 fő (2022. január 1.). Le Vigeant Availles-Limouzine, L’Isle-Jourdain, Millac, Moussac, Queaux, Saint-Martin-l’Ars és Usson-du-Poitou községekkel határos.

## Népesség
A település népességének változása:
| Lakosok száma | 698  | 716  | 736  | 699  | 687  | 676  | 667  | 661  | 656  |
|               | 2013 | 2015 | 2016 | 2017 | 2018 | 2019 | 2020 | 2021 | 2022 |